# Slatinski Dol
Slatinski Dol je naselje u slovenskoj Općini Kungoti. Slatinski Dol se nalazi u pokrajini Štajerskoj i statističkoj regiji Podravskoj. 

## Stanovništvo
Prema popisu stanovništva iz 2002. godine naselje je imalo 195 stanovnika.